# Avstro-Ogrska
Avstro-Ogrska, imenovana tudi Avstro-Ogrsko cesarstvo ali Dvojna monarhija, je bila dualistična država, ki je nastala po ustavni reformi Avstrijskega cesarstva leta 1867 in je obstajala do razpada leta 1918.

## Notranja ureditev
Državna tvorba je imela edinstveno notranjo ureditev. Sestavljali sta jo dve enakopravni polovici: Ogrska (tudi dežele krone sv. Štefana) in Avstrija, ki se je uradno imenovala Kraljestva in dežele, zastopane v državnem zboru (nemško Die im Reichsrat vertretenen Königreiche und Länder). Po mejni reki Leithi sta se neformalno uporabljala tudi izraza Translajtanija in Cislajtanija. Avstrijski cesar je bil hkrati ogrski kralj. Obe državni polovici sta imeli svoja parlamenta in vladi, le skupne zadeve so urejala skupna ministrstva za finance, vojsko in zunanje zadeve. Med skupne institucije sta sodili skupna vojska in vojna mornarica, obe državni polovici sta imeli tudi svoji domobranstvi. Proračune skupnih ministrstev in ustanov sta določali delegaciji obeh parlamentov, ki sta ločeno zasedali eno leto na Dunaju in eno leto v Budimpešti. Zakone, ki so urejali skupne zadeve, sta morala v usklajenem besedilu sprejeti oba parlamenta.
Od aneksije Bosne in Hercegovine (1908) sta bili sestavni del države tudi ti dve deželi (zasedeni 1878), ki sta imeli poseben položaj izven dualistične ureditve. Dobili sta svoj deželni zbor in vlado, upravljalo pa ju je skupno finančno ministrstvo.
Pred I. svetovno vojno, po kateri je propadla, je Avstro-Ogrska obsegala celotno ozemlje današnje Avstrije, Madžarske, Češke, Slovaške, Slovenije, Hrvaške, Bosne in Hercegovine, ter dele ozemelj današnje Italije (Južna Tirolska, Trst, del Furlanije, del Koroške in Kranjske), Romunije (Transilvanija), Srbije (Vojvodina), Črne gore (Boka Kotorska), Poljske in Ukrajine (Galicija, Bukovina).

## Upravna delitev
- Cislajtanija
  - 1. Češka
  - 2. Bukovina
  - 3. Koroška
  - 4. Kranjska
  - 5. Dalmacija
  - 6. Galicija
  - 7. Primorje
  - 8. Spodnja Avstrija
  - 9. Moravska
  - 10. Solnograška
  - 11. Šlezija
  - 12. Štajerska
  - 13. Tirolska
  - 14. Gornja Avstrija
  - 15. Predarlska

- Translajtanija
  - 16. Ogrska
  - 17. Hrvaška in Slavonija

- 18. Bosna in Hercegovina

## Avstrijski del monarhije (Cislajtanija)
Avstro-Ogrska je bila ustanovljena z nagodbo o preoblikovanju avstrijskega cesarstva v dvojno monarhijo, ki so jo cesar in madžarski politiki sklenili v začetku leta 1867. V skladu z njo je Ogrska že februarju 1867 dobila nov državni zbor (namesto prejšnjega deželnega); junija 1867 je bil Franc Jožef kronan za ogrskega kralja. Manj gladko je šlo v avstrijskem delu monarhije, katerega državni zbor je nagodbo (poravnavo) potrdil šele decembra 1867, ko so bili oblikovani tudi temeljni zakoni, ki so določali narodnostne in družbene odnose v zahodnem delu monarhije (decembrska ustava). Ti so vsem narodom obljubljali "enakopravnost in nedotakljivo pravico do varovanja in skrbi za svojo nacionalnost in jezik". Ob iskanju načinov, kako te pravice zagotoviti, pa se je v avstrijskem delu monarhije zapletalo od vsega začetka.

### Liberalno obdobje (1867–79)
V prvem obdobju obstoja dvojne monarhije so imele v državnem zboru večino liberalne stranke. V tem časi so liberalne ideje, hitra gospodarska rast in nevtralnost v francosko-pruski vojni (1870–71) vsaj deloma še lahko prekrivale narodnostna nasprotja med narodi monarhije.
Liberalna "meščanska" vlada grofa Karla von Auersperga (1868–70) je s t. i. "majskimi zakoni" posegla v odnose med državo in cerkvijo (zakonsko zvezo so spet urejali državni zakoni, čeprav civilna poroka za katoličane ni bila obvezna, uveljavljeni so bili laični pogledi na šolstvo, urejeni so bili medkonfesionalni odnosi). Zakon o šolstvu je leta 1869 vpeljal osemletno obvezno šolanje, zadržal pa je obvezno versko vzgojo. Majski zakoni so po pričakovanju sprožili ostro kritiko cerkvenih krogov in tudi cesarju niso bili všeč; ta ni imel veliko simpatij do liberalnih idej, a je bil vedno lojalen do politike vlade.
Manj uspeha je imela meščanska vlada pri poskusu reševanja narodnostnega vprašanja, kjer so bili zelo glasni Poljaki, ki so zahtevali poseben status Galicije, zlasti pa Čehi, ki so zahtevali celo pravico, da izvolijo nehabsburškega kralja. Zaradi nesoglasij v vladi, koliko smejo zahtevam popustiti, je Auersperg septembra 1868 kot predsednik odstopil. Vendar so se tudi drugi člani vlade, ki so se s poravnavo spoprijeli za njim, uspeli dogovoriti le s popustljivejšimi Poljaki, Slovaki in Romuni, s Čehi pa ne. Vlada Józefa Potockega, ki je vladala od aprila 1870 do februarja 1871, je ob razglasitvi dogme prvega vatikanskega koncila o papeški nezmotljivosti menila, da zaradi "bistvenih sprememb narave pogodbenih partnerjev" konkordat ni več aktualen, s čimer se je strinjal tudi cesar, kar je na obziren način sporočil v Vatikan in kasneje, leta 1874, na pomirljiv način uredil odnose s papežem, tako da so bili sprejemljivi tudi za cerkev.
Zmaga Prusije v francosko-pruski vojni je okrepila levo krilo liberalcev, ki se je navduševalo za priključitev k Prusiji. Večji del prebivalstva pa je to prestrašilo, tako da so na vplivu pridobili konservativci in slovanske stranke. Februarja 1871 je tako dobil priložnost za sestavo vlade sovražnik centralističnih idej Karl Sigmund von Hohenwart. Njegova fevdalno-konzervativna vlada (februar–oktober 1871), ki predstavlja devetmesečni presledek v obdobju liberalnih vlad, si je kot glavno nalogo zadala poravnavo s Čehi. Odložila je sklic državnega zbora, kjer so imeli Nemci večino, in skušala soglasje doseči najprej v deželnih zborih. Češki deželni zbor pa je 10. oktobra odgovoril z deklaracijo (fundamentalni členi), v kateri je za Češko zahteval enak položaj v monarhiji, kot ga je imela Ogrska, in popolno federalizacijo avstrijskega dela monarhije, kar je povzročilo nasprotovanje Nemcev in Madžarov, kmalu pa so enake zahteve postavili tudi zastopniki drugih zgodovinski enot in narodnosti v monarhiji (Tirolci, Ukrajinci, Slovenci). Hohenwartova vlada je odstopila, dogodki pa so zelo zaostrili nemško-slovanske odnose.
Tako je moral cesar novembra 1871 ponovno sprejeti liberalno vlado, to pot je bil njen predsednik knez Adolf von Auersperg, Karlov brat. Nadaljeval je z reformo sodstva (procesno kazensko pravo, upravno sodišče). Narodnostna nasprotja je skušal obvladati z novim volilnim zakonom (1873), po katerem državnega zbora niso volili več federalistično usmerjeni deželni zbori, temveč direktno štiri stanovske kurije (veleposestniki, mesta, trgovske komore in deželne skupnosti). Visok premoženjski volilni cenzus je dajal volilno pravico le približno 6 % prebivalstva in je tako zagotavljal v državnem zboru nemško liberalno večino.
Zaupanje v liberalno stranko pa se je začelo zmanjševati z zlomom dunajske borze, 9. maja 1873, pri katerem so imeli prste vmes mnogi vplivni liberalci in ki je močno omajala zaupanje v podjetniško (obrtno in trgovsko) svobodo. Tudi sama liberalna stranka se je začela drobiti v manjša nemška nacionalna gibanja (prvotno imenovana avtonomistična), v katerih so prevladovali proticerkveni, protisemitski in protiparlamentarni poudarki; da bi ohranila svoj vpliv v alpsko-sudetskih deželah, se je zavzemala za izločitev nenemških pokrajin (Galicije, Bukovine, Dalmacije) iz avstrijske polovice monarhije. Liberalci so zato leta 1878 zavrnili odobritev sredstev, potrebnih za okupacijo Bosne in Hercegovine (po sklepih berlinskega kongresa, 1878). Ker pa si je cesar obetal, da bo na Balkanu nadomestil leta 1859 izgubljena ozemlja v Italiji, je morala Auerspergova vlada februarja 1879 odstopiti. To je bil konec liberalnega obdobja.

### Konservativno obdobje (1879–93)
Cesar je avgusta 1879 zaupal sestavo nove vlade svojemu zaupniku grofu Eduardu Taaffeju, konservativnemu katoliku, patriotu irskega porekla, ki se ni čutil niti Nemca niti Čeha. Oprl se je na t. i. "železni obroč" protiliberalne večine v državnem zboru, ki so ga sestavljali parlamentarni člani fevdalno-konservativnega Hohenwatovega kluba

ter poljski in češki poslanci. S taktiko malih, previdnih korakov je nameraval Taaffe postopoma spreminjati najvažnejše stvari. Leta 1880 je na Češkem vpeljal po dva uradna jezika v uradih in sodstvu (poleg nemškega še češkega, tudi v čisto nemških območjih Sudetov) in tako omogočil (praviloma dvojezičnim) Čehom napredovanje v uradniških službah. Z delitvijo praške univerze na dva dela so Čehi dobili svojo visoko šolo. Na polovico je znižal volilni cenzus (od 10 na 5 goldinarjev plačanega davka). Dolgoročno pa njegova politika popuščanja narodnostnim zahtevam ni bila uspešna. Nacionalni boj na Češkem je zavzemal vse večje razsežnosti, v politiki so se pojavili t. i. mladočehi, ki so zahtevali hitrejše spremembe. Ko se je Taaffe v pogajanjih o poravnavi s staročehi že uskladil, je na Češkem prevladala stranka mladočehov in januarja 1890 postavila zahteve, ki jih Taaffe ni mogel izpolniti.
Še največ uspeha je imela Taaffejeva vlada v socialni politiki, kjer je (v mnogih ozirih po Bismarckovem zgledu) vpeljala (sicer zelo omejene) ukrepe varstva delavcev (inšpekcijski nadzor obratov, časovne omejitve dela, prepoved zaposlovanja mladostnikov in nočnega dela žensk, nezgodno in bolezensko zavarovanje). Ti ukrepi pa niso zadovoljili delavskih pričakovanj in sredi osemdesetih let je prihajalo do vedno novih delavskih nemirov, ki jih je Taaffe skušal obvladovati s policijo in ostrejšo zakonodajo. 
Vodji socialnih demokratov Viktorju Adlerju se je leta 1888 posrečilo zmerne in radikalne socialdemokrate poenotiti in jim dati na ta način večjo politično težo. Julija 1893 so na množičnem zborovanju zahtevali volilno pravico. Taaffe se je odzval tako, da je državnemu zboru predložil nov volilni zakon, ki sicer ni pomenil splošne volilne pravice, bi pa, če bi bil sprejet, zelo razširil krog volilnih upravičencev. Vendar so se Taaffejevi koalicijski partnerji iz kroga Hohenwarta in Poljaki ter opozicijski liberalci predlogu uprli. S tem je Taaffejeva vlada novembra 1893 padla. Sledili sta dve desetletji avstrijske političnih kriz, ki sta se končali s svetovno vojno.

### Politične krize in narodnostni boj (1893–1914)
Taaffejevi vladi je sledila vlada kneza Alfreda III. von Windischgrätza (1893–95), ki se je oprl na tiste stranke, ki Taaffejeve reforme niso podprle (liberalna združena levica, pristaši Hohenwarta in Poljaki). Tako z volilno reformo ni mogel nadaljevati, pa tudi v manj pomembnih vprašanjih ni imel njihove enotne podpore. Windischgrätzova vlada je padla leta 1895 ob vprašanju vpeljave paralelnih slovenskih razredov na gimnaziji v Celju. Kar je bilo malo prej izpeljano v Mariboru, za celjske Nemce ni bilo sprejemljivo, ker so se bali pritoka učencev iz podeželske okolice. Združena nemška levica Windischgrätza, ki je želel Slovencem izpolniti že davno dano obljubo, pri glasovanju v državnem zboru ni podprla.
Po kratki prehodni vladi je prevzel vodenje "vlade trde roke", kakršno si je želel cesar, poljski plemič Kazimir Feliks Badeni (1895–97). Uspel je izpeljati volilno reformo, po kateri so tudi množične stranke dobile del sedežev v državnem zboru (dodal je peto kurijo, v katero so brez premoženjske omejitve volili moški državljani nad 24 let). Zataknilo pa se mu je ob širitvi Taaffejevih jezikovnih zakonov: zahteva, da bi se morali vsi civilni uradniki na Češkem in Moravskem v treh letih priučiti še drugega (češkega) uradnega jezika, je sprožila po mestih ulične demonstracije nemškega prebivalstva. Opozicija je v državnem zboru preprečevala delo z neprekinjenim govorjenjem; potem ko je Badeni dal nekaj poslancev odstraniti s policijo, je prišlo do fizičnega obračunavanja; cesar je 28. novembra 1897 odredil zaprtje parlamenta in odstop Badenija.
Vlade, ki so sledile, so vladale uradniško po navodilih cesarja in visoke državne birokracije, ob obstrukcijah v parlamentu tudi po uredbi o vladanju v izrednih razmerah (§ 14), t. j. brez državnega zbora. Le dva ministrska predsednika sta še bila, ki sta s svojim vložkom prispevala k reševanju države:
Ernest von Koerber (vladi je predsedoval od začetka leta 1900 do konca leta 1904) je sporna nacionalna vprašanja skušal prekriti z velikopoteznimi načrti gospodarskega razvoja, usmerjenega v prometne povezave (železnice, vodne poti), katerim je namenil veliko denarja in jih vsaj pri železnicah v precejšnji meri tudi uresničil. Njegovi odnosi s cesarjem niso bili najboljši. Nikakor pa ni mogel zadovoljiti narodnostnih skupin, odklanjali so ga Čehi, Poljaki, Nemci predvsem pa Madžari, in konec leta 1904 je odstopil.
Baron Max Wladimir von Beck (vladi je predsedoval od junija 1906 do novembra 1908) je leta 1906, v času gospodarske konjunkture, uspel spraviti skozi državni zbor nov volilni zakon s splošno, enako, tajno volilno pravico za moške. Njegova zelo delovna vlada je dosegla tudi poravnavo med Nemci in Čehi na Moravskem: mandate moravskega deželnega zbora so razdelili po nacionalnostih, tako da je vsaka nacionalnost volila v deželni zbor svoje poslance. Model je leta 1910 prevzela Bukovina in tik pred vojno je bil sklenjen volilni dogovor tudi med Poljaki in Ukrajinci v Galiciji. Vsekakor so dokazali, da je dogovarjanje mogoče. Toda Beck je ob volilni reformi prišel v nasprotja s prestolonaslednikom Francem Ferdinandom, vse bolj je drsel v nemilost dvora tudi zaradi nesoglasij ob drugih zadevah in je bil novembra 1908 odpuščen, ravno v času, ko so se na zunanjepolitičnem področju zaradi aneksije Bosne in Hercegovine ohladili odnosi z Rusijo in Srbijo.
Kljub neprestanim političnim razprtijam pa je gospodarski razvoj v avstrijskem delu monarhije cvetel. Industrijska revolucija je pospešila preobrazbo kmetske družbe v tehniško. Mesta so zelo hitro rasla, zlasti Dunaj, pa tudi na Zgornjem Štajerskem, Predarlskem in Češkem. Vzporedno se je bogatila kultura. Dunaj je dobil novo podobo (zgradili so mestni obroč) s še danes nezamenljivim videzom.

### Politično življenje Slovencev v monarhiji
Madžarska samostojna državnost je med Slovenci sprožila val panslavizma, učenje cirilice, ruščine. Po češkem vzoru so se začela pojavljati množična zborovanja - tabori (prvo 9. avgusta 1868 v Ljutomeru, potem pa so se kar vrstili), na katerih so zborovalci zahtevali slovenščino v uradih, bogoslovju in šolah, Zedinjeno Slovenijo z narodno upravo, slovenske realke in gospodarske šole. Te zahteve so začeli prenašati v deželne zbore, kjer so imeli Slovenci po volitvah 1867 že 44 svojih poslancev (na Kranjskem 25 od 36), vendar po mnenju mlajšega rodu narodnjakov, ki so se začeli imenovati mladoslovenci, vse preponižno. Začela so se ustanavljati delavska društva.
Konec taborov leta 1871 je obenem začetek pravega političnega življenja Slovencev, posebno z razkolom med staro- in mladoslovenci; navzven so bili še 15 let složni, leta 1892 pa so staroslovenci ustanovili Katoliško narodno stranko (leta 1905 preimenovano v Slovensko ljudsko stranko), mladoslovenci pa dve leti kasneje Narodno napredno stranko. Narodnostni cilji obeh so bili enaki, razlikovali pa so se v načinu, kako jih uresničiti.
Ko so po neuspelem poskusu Kazimirja Badenija, da bi v državnem zboru uveljavil jezikovno reformo, in padcu njegove vlade leta 1897 tudi pri tistih nemških strankah, ki so dotlej sodelovale s politično sorodnimi slovanskimi strankami (na primer avstrijski krščanski-socialisti s slovensko Katoliško narodno stranko), prevladale nemške nacionalistične težnje, so slovenski politiki uvideli, da v dogovarjanju in sodelovanju z Nemci v Avstriji nikamor ne pridejo. Oprijeli so se zamisli o povezovanju vseh južnoslovanskih narodov v monarhiji. Podobna zamisel se je porajala tudi na Hrvaškem in v Vojvodini in postala po aneksiji Bosne in Hercegovine (1908) še bolj tehtna; ujemala se je z idejo prestolonaslednika Franca Ferdinanda o trialistično organizirani monarhiji.

## Ogrski del monarhije (Translajtanija)
Na pretežno poljedelskem Ogrskem, kjer je gospodarski razvoj precej zaostajal za razvojem v Cislajtaniji, je bila vsa politična moč v rokah madžarskega plemstva, ki je sooblikovalo dvojno monarhijo in je pisalo ustavo ogrskega dela monarhije. Ustava je na papirju urejala tudi pravice drugih narodnosti, v realnosti pa so Madžari ves čas (in tudi vse bolj brezobzirno) vabili gospodarsko dvigajoče se sloje drugih narodov, naj sprejmejo madžarsko narodnost (madžarizacija), kar so mnogi tudi prostovoljno storili (pri tem so bili izjeme nemški priseljenci s Saške, pravoslavni Srbi in transilvanski uniati).
Madžarski plemiči in visoko meščanstvo (ki so edini sodelovali v parlamentarnem sistemu) so se politično delili med pristaše in nasprotnike dualistične ureditve. Prvi so se združevali predvsem v večinski liberalni stranki, ki je s politiko "nadaljnjega razvijanja" avstrijsko-ogrske nagodbe neprestano pritiskala na avstrijsko stran, ji postavljala vedno nove zahteve, na katere je avstrijska stran, ki lastnih problemov ni želela zapletati še z ogrskimi, sprejemala. Liberalcem nasprotna je bila neodvisna stranka, ki je zagovarjala ideje madžarske samostojnosti iz leta 1848 in je pogajanjem z Avstrijci nasprotovala.
Leta 1905 je z zmago na volitvah prvič po letu 1867 prišla na oblast neodvisna stranka. Takoj je postavila zahteve, ki bi spodnesle ustroj dvojne monarhije, med njimi tudi zahtevo po samostojni vojski. Cesar tega ni mogel dopustiti, zahteval je odstop madžarskega ministrskega predsednika in zaupal sestavo vlade generalu Gézi Fejérváry baronu Komlás-Keresztes. Ta v madžarskem državnem zboru ni imel večine, zato je notranji minister Jósef Kristóffy, idejni vodja kabineta, že izpeljal prve korake k sprejetju splošne volilne pravice, ki bi z razširitvijo volilne baze odvzela politično moč bogatemu vladajočemu razredu. A stari poslanci so umaknili pretirane zahteve in ohranili svojo politično moč.
V zadnjih letih dvojne monarhije je imela na Ogrskem ponovno veliko večino liberalna stranka. Njen vodja Štefan Tisza se je trdno držal nagodbe iz leta 1867, ki jo je poosebljal stari cesar Franc Jožef, kar pa ni bilo všeč zagovorniku manjših narodov prestolonasledniku Francu Ferdinandu in strankam v avstrijskem delu monarhije.

## Zunanja politika monarhije

### Okupacija Bosne in Hercegovine
Sprva je avstro-ogrsko zunanjo politiko vodil grof Friedrich Ferdinand von Beust, ki se je proti hegemonistični Bismarckovi politiki boril že kot saški ministrski predsednik. Leta 1871 pa je, ob nastopu liberalne (cislajtanske) vlade grofa Adolfa Auersperga, prevzel vodenje zunanjega ministrstva madžarski grof Gyula Andrássy in preusmeril avstro-ogrsko zunanjo politiko v sodelovanje z Nemškim cesarstvom. Prijateljske odnose je skušal gojiti tudi z Rusijo in Italijo in ob svetovni razstavi so se tako na Dunaju leta 1873 srečali trije cesarji (ruski, pruski, avstro-ogrski) in italijanski kralj.
Zaradi križanja interesov na Balkanu pa prijateljstvo z Rusijo ni moglo dolgo trajati. V srbsko-osmansko vojno (1876–78) in rusko-turško vojno (1877–78) se Avstro-Ogrska ni vmešala. Skupaj z ostalimi evropskimi velesilami pa je nastopila proti Rusiji na berlinskem kongresu (junij–julij 1878), ki je pod Bismarckovo taktirko ozemeljsko na novo razdelil Balkan in močno spremenil delitev ozemelj, ki si jo je zamislila Rusija v sanstefanskem miru. Berlinski kongres je povečani Srbiji in Črni gori še formalno potrdil samostojnost, Avstro-Ogrska pa je dobila pravico okupirati Bosno in Hercegovino, v kateri se je od leta 1852 zvrstilo zaporedje uporov krščanske raje proti osmanskemu gospostvu. Deželi so naseljevali pravoslavci (preko 40 %), ki so vsaj deloma želeli priti pod Srbijo, muslimani (manj kot 40 %), ki so imeli v svojih rokah dejansko gospodarsko moč in so želeli ostati pod oblastjo osmanske države, in katoličani (manj kot 20 %), ki so želeli vključitev v Avstro-Ogrsko. Ta je morala vložiti veliko vojaških naporov (boji pri Maglaju, Jajcu in Banjaluki, v katerih je na avstro-ogrski strani sodelovalo veliko Slovencev), da je deželi dejansko okupirala (garnizije je do leta 1908 imela tudi v osmanskem Sandžaku, strateško pomembni povezavi med Srbijo in Črno goro) in potem še veliko sredstev v gospodarstvo, šolstvo in zdravstveno oskrbo, da je pridobila del prebivalstva na svojo stran.

### Vključitev v Bismarckov sistem zavezništev
Po berlinskem kongresu je bila zamera ruskih vladajočih krogov do Bismarcka še očitnejša kot prej, ta pa je začel tkati obrambni sistem zavezništev. Leta 1879 je z Avstro-Ogrsko sklenil dvojno obrambno zvezo (ki je državama zagotavljala medsebojno vojaško pomoč v primeru ruskega napada in nevtralnost v primeru napada kake druge sile).
Leta 1882 je bila ustanovljena trojna zveza, ki je poleg Avstro-Ogrske in Nemškega cesarstva vključevala tudi Italijo, katera naj bi se z njo zavarovala pred možnostjo francoskega napada, pripravila pa si je tudi kritje hrbta pri svojih agresivnih namenih v severni Afriki (leta 1887 si je v pogajanjih z nespretnim avstrijskim zunanjim ministrom grofom Gustavom Kalnokyjem dodatno zagotovila še pravico do soodločanja pri ozemeljskih spremembah na Balkanu in obalah Jadranskega in Egejskega morja). Leta 1883 sta obrambno zvezo sklenili tudi Avstro-Ogrska in Romunija. Leta 1887 sta Nemčija in Rusija sklenili zavarovalno pogodbo, ki je obljubljala rusko nevtralnost v primeru francoskega napada na Nemčijo in nemško nevtralnost v primeru napada Avstro-Ogrske na Rusijo.

### Balkanske vojne
Leta 1903 so proruski oficirji ubili avstrijskega varovanca kralja Aleksandra Obrenovića in njegovo ženo in na čelo države postavili njegovega tekmeca, Petra I. Karađorđevića. Na političnem prizorišču je postal najmočnejši vodja radikalne stranke Nikola Pašić.
Leta 1906 je vodenje avstro-ogrskega zunanjega ministrstva prevzel odločni baron Aloys Lexa von Ährenthal in povsem spremenil previdno in k vzdrževanju obstoječega stanja naravnano zunanjo politiko svojih dveh predhodnikov. Ko so mladoturški revolucionarji po zrušitvi sultana Abdula Hamida hoteli izvesti volitve tudi v Bosni in Hercegovini, je Ährenthal oktobra 1908, brez posvetovanja z zavezniki, razglasil aneksijo Bosne in Hercegovine. S tem je tvegal evropsko vojno, a se je nazadnje izvlekel le z denarno odškodnino Turkom (Francozi se niso preveč razburjali, Nemci so z aneksijo soglašali, Rusi pa se še niso opomogli od revolucionarnih nemirov leta 1905). Aneksija je še poslabšala odnose s Srbijo in Rusijo.
Septembra 1911 je začela Italija brez pravega povoda vojno proti Turčiji za osvojitev Tripolija in Cirenajke. Oslabelost Turčije so izkoristile balkanske države. Na pobudo ruskega poslanika v Beogradu so Srbija, Bolgarija, Črna gora in Grčija sklenile balkansko zvezo, katere namen je bila medsebojna razdelitev evropskih turških ozemelj in zavarovanje proti velesili "ki je tudi nameravala zasesti turško ozemlje". V prvi balkanski vojni (oktober 1912–maj 1913) je bila Turčija premagana v nekaj tednih in Albanija je razglasila samostojnost, ki jo je Avstro-Ogrska podprla in ki je bila potem priznana tudi na konferenci veleposlanikov v Londonu, julija 1913. V drugi balkanski vojni (junij–avgust 1913) so se zmagovalke spopadle za plen. Poraženka v tej vojni je bila Bolgarija, ki je morala Srbiji odstopiti Vardarsko Makedonijo, Grčiji Egejsko Makedonijo, Romuniji Dobrudžo, Grčiji del Trakije, Turčija pa je lahko spet zasedla ozemlje do Marice (mir v Bukarešti in Istambulu, avgust in september 1913). Balkanski vojni sta okrepili Srbijo in poslabšali politični in strateški položaj Avstro-Ogrske na Balkanu.
Zaradi cesarjeve starosti so postajala za dunajske vladne kroge vse pomembnejša stališča prestolonaslednika Franca Ferdinanda. Ta se je zavzemal za izboljšanje odnosov z Rusijo in mu zato ni bila po godu preostra politika do Srbije. Notranje težave države je nameraval reševati z vzpostavitvijo še tretjega dela monarhije (trializem), ki naj bi ga tvorile južnoslovanske dežele. Načrt je bil v nasprotju z velikosrbskimi težnjami kraljevine Srbije, ki je računala, da bo v svoje okrilje zajela vsaj še bosanske Srbe.
Franc Ferdinand je bil od leta 1913 generalni inšpektor avstro-ogrske vojske. Junija 1914 je odpotoval v Bosno in Hercegovino, da bi tam prisostvoval vojaškim vajam. Na Vidov dan (28. junija), ko se je po spodletelem prvem atentatu še kar naprej vozil po sarajevskih ulicah v odprtem avtomobilu, je član Mlade Bosne Gavrilo Princip izkoristil priložnost in z več streli iz pištole smrtno ranil njega in njegovo ženo. Z atentatom so propadla upanja mnogih, ki so rešitev Avstro-Ogrske videli v samozavestnem prestolonasledniku.

## Prva svetovna vojna in razpad monarhije (1914–18)
V Avstro-Ogrski je bila javnost prepričana, da so za atentat na Franca Ferdinanda odgovorni Srbi. Avstrijsko-srbska polemika v tisku je ogorčenje še zaostrila. Stari cesar je bil v glavnem izločen iz dogajanja. Za avstrijskega zunanjega ministra grofa Leopolda von Berchtolda je bilo odločilno, da je ukrepanje proti Srbiji podprla Nemčija. Srbiji je izdal ultimat z zahtevo, da brez odlašanja aretirajo pobudnike atentata in organizatorje protiavstrijske propagande. Srbija je sprejela vse točke ultimata razen določila, po katerem bi morali dovoliti, da bi v preiskavi sodelovali tudi avstrijski policijski organi. To je Avstro-Ogrski formalno zadostovalo, da je 28. junija 1914 napovedala Srbiji vojno. 
Dogodki so se potem kar vrstili: 1. avgusta je Nemčija napovedala vojno Rusiji in 3. avgusta Franciji; nemška vojska je vkorakala v nevtralno Belgijo, zaradi česar je 4. avgusta Velika Britanija napovedala vojno Nemčiji. 5. avgusta je Črna gora, ki je že prej podprla Srbijo, napovedala vojno Avstro-Ogrski in 6. avgusta je Avstro-Ogrska napovedala vojno Rusiji. Začela se je prva svetovna vojna, ki pa se je dejansko že dolgo časa napovedovala z nemškim oboroževanjem ter ruskim in avstro-ogrskim pritiskom na Balkan.
Kljub temu da je bila avstro-ogrska vojska slabše oborožena od vojska drugih velesil, je v monarhiji vladalo optimistično, bojevito razpoloženje z mislijo na hitro zmago. Vendar so že prvi boji proti Srbom na balkanskem bojišču (hud poraz v kolubarski bitki, december 1914) in boji proti Rusom na vzhodni fronti v Galiciji prinesli velike izgube in padec ugleda avstro-ogrske vojske. Vojaško je postajala vse bolj odvisna od Nemškega cesarstva. Le z nemško pomočjo je lahko leta 1915 ponovno zavzela Galicijo. Na Balkanu sta se centralnim silam priključili Turčija in Bolgarija in leta 1915 so si podvrgle Srbijo, Črno goro in Albanijo, niso pa uspele zavzeti Soluna. Aprila 1915 je s tajnim londonskim sporazumom na strani antante (ki ji je tedaj bolje kazalo) vstopila v vojno Italija, za kar je dobila obljubljeno Južno Tirolsko, Gorico, Trst, Istro, velik del Dalmacije in protektorat nad Albanijo. Vzpostavili sta se avstrijsko-italijanski tirolska fronta in soška fronta, na kateri se je do oktobra 1917 odvilo 12 bitk z veliko žrtvami in z veliko udeležbo Slovencev na obeh straneh fronte.
Že od začetka leta 1914 je, zaradi ponovnih obstrukcij v državnem zboru, avstrijska vlada pod vodstvom grofa Karla Stürgkha vladala v razmerah izrednega stanja po § 14, t. j. brez državnega zbora. Ko se Stürgkh na večkratne pozive, naj skliče državni zbor, ni odzval, ga je 21. oktobra 1916, v znak nasprotovanja avstrijski vojni politiki, ustrelil Friedrich Adler (radikalni sin zmernega vodje socialdemokratske stranke Viktorja Adlerja). Vendar tudi ministrski predsedniki, ki so Stürgkhu sledili, dogovora med Nemci in Čehi niso mogli doseči. Poleg političnih nesoglasij pa je monarhijo posebno v mestih in industrijskih predelih na zahodu že močno prizadevalo pomanjkanje hrane in delavcev, pa tudi sabotaže v slovanskih predelih. 
21. novembra 1916 je umrl Franc Jožef. Novi cesar Karel I. (sin Ota Franca Jožefa, brata Franca Ferdinanda), je bil politično neizkušen; ker pa je prej sodeloval v vojni kot častnik za zveze, je bolje od ostalih voditeljev poznal krutosti vojne in jo je na vsak način skušal zaustaviti; pri tem ni naletel na posluh okolice, ki je še vedno verjela nemški propagandi, da je končna zmaga blizu. Karlu je bilo jasno, da Nemčija proti Združenim državam, ki so 6. aprila 1917 Nemčiji napovedale vojno, ne more zmagati. S pomočjo burbonsko-parmskih svakov, bratov žene Cite, Siksta in Ksaverja, ki sta služila v belgijski vojski, je navezal stike z zavezniki. Vendar so avstrijska tajna prizadevanja za mir prišla na dan na neprimeren in popačen način, kar je povzročilo nezaupanje na strani antante, Nemci pa so odtlej Avstrijce še močneje vezali nase, tako da v vojaških zadevah skoraj niso mogli več samostojno odločati.
Ko se je državni zbor 30. maja 1917 ponovno sestal, je slovenski poslanec Anton Korošec prebral majniško deklaracijo, v kateri so južnoslovanski poslanci zahtevali združitev vseh slovenskih, hrvaških in srbskih ozemelj znotraj Avstro-Ogrske v samostojno in od vsake tuje oblasti neodvisno državno telo pod žezlom Habsburžanov.
Februarska revolucija v Rusiji je, potem ko se je car Nikolaj II. že odločil za mir, na oblast pripeljala republikansko levo-meščansko vlado, ki je vojno nadaljevala, kar je od nje odvrnilo vojne naveličani ruski narod in končno pripeljalo do zmage komunistične oktobrske revolucije (7. november). Novi vladarji so takoj ponudili mir, ki je bil z Nemčijo sklenjen 3. marca 1918 v Brest-Litavsku po nareku nemških vojaških krogov; glavne ozemeljske izgube so prizadele Finsko, obbaltske države, Poljsko in Ukrajino, medtem ko je z Rusi naseljeno ozemlje ostalo nedotaknjeno.
Marca 1918 je ofenziva centralnih sil na zahodni fronti obtičala v krvi in blatu. V julijskih bojih na Marni so sodelovali že Američani. Tudi avstrijska ofenziva v zahodni Tirolski in na Piavi ni uspela in je povzročila nove izgube.
Sestanek nemškega cesarja Viljema II. in Karla I. v maju 1918 v nemškem glavnem stanu v mestu Spa je bistveno okrepil položaj političnih emigrantov iz Avstro-Ogrske v zavezniškem taboru. Koncem junija 1918 so Francozi priznali češki narodni svet v Parizu (Beneš, Masaryk) kot vlado zavezniške države, kasneje so se priznanju pridružili tudi drugi zavezniki; s tem so avstrijski oblasti odvzelo avtoriteto nad slovanskimi narodi v monarhiji.
Avgusta 1918 so Britanci prebili nemško zahodno fronto, septembra sta napadli srbska in francoska vojska v Makedoniji, solunska fronta je razpadla, Bolgari in Osmani so prosili za premirje.
Avstro-Ogrska je začela od znotraj razpadati. Ameriški predsednik Wilson je v deseti točki svojega programa štirinajstih točk zapisal, da je "treba narodom Avstro-Ogrske ob prvi priložnosti omogočiti avtonomni razvoj". Toda dogodki so šli dlje:
- 6. oktobra je bil v Zagrebu ustanovljen narodni svet (parlament) vseh avstro-ogrskih južnih Slovanov pod predsedstvom Antona Korošca,
- 17. oktobra je cesar Karel izdal manifest, ki je obljubljal narodom avstrijskega dela monarhije narodnostne države, vendar prepozno,
- 21. oktobra so se na Dunaju sestali poslanci nemškega govornega območja monarhije (izvoljeni v državni zbor na zadnjih volitvah leta 1911) in se, sklicujoč se na pravico samoodločbe, proglasili za začasno narodno skupščino samostojne nemško-avstrijske države,
- 28. oktobra so v Pragi predstavniki štirih čeških strank proglasili češkoslovaško samostojnost,
- 29. oktobra je dunajska vlada zaprosila zmagovite zahodne zaveznice za premirje. Istega dne so v Ljubljani na ljudskem shodu praznovali narodno osvoboditev, v Zagrebu pa je narodni svet razglasil Slovenijo, Hrvaško z Dalmacijo in Istro, Bosno in Hercegovino ter Vojvodino za neodvisno, novo Državo Slovencev, Hrvatov in Srbov,
- 31. oktobra je Ogrska, po sklepu ogrskega državnega zbora, izstopila iz zveze z Avstrijo; s tem je dvojna monarhija prenehala obstajati,
- 9. novembra so v Berlinu razglasili republiko Nemčijo,
- 11. novembra je bilo podpisano premirje,
- 12. novembra 1918 je začasna skupščina na Dunaju z veliko večino sprejela sklep o ustanovitvi republike Nemške Avstrije. V drugem členu tega zakona je bilo zapisano tudi, "da je Republika Nemška Avstrija sestavni del Republike Nemčije". Zavezniki so kasneje to določbo prepovedali, toda predvsem nemški socialni demokrati so zagovarjali tesno povezavo z južno sosedo.

Tvorba, ki je nastajala več stoletij, je zdaj izginila v nekaj tednih. Toda ustanovitev novih narodnih držav je bila iluzija. Iz velike večnacionalne države Avstro-Ogrske je nastalo mnogo majhnih večnacionalnih držav, katerih manjšine še daleč niso bile zaščitene tako, kot v domnevni ječi narodov.

## Zastave in heraldika monarhije
- Zastava vojne mornarice 1786–1915 in zastava trgovske mornarice 1786–1869
- Zastava trgovske mornarice 1869–1918
- Zastava Ogrske
- Standarta nadvojvode 1894–1918
- Srednji grb Avstro-Ogrske (do leta 1915)
- Grb Kraljevine Ogrske